# Martin Barry
Martin Barry (Freston, 1802 - Suffolk, 1855) fue un embriólogo y fisiólogo británico. Dedicado al estudio comparado de la embriología, Barry describió la fusión del óvulo con el espermatozoide y las primeras etapas del desarrollo embrionario de los mamíferos. 

## Obra
Martin Barry fue un gran admirador de la obra de Karl Ernst von Baer. En 1837 defendió que las estructuras embriológicas eran más importantes para la clasificación que las adultas. Partiendo de las leyes de von Baer, mantuvo la hipótesis según la cual todos los animales de un mismo tipo comenzarían siguiendo trayectorias ontogenéticas similares que a lo largo del desarrollo irían divergiendo para adquirir los rasgos propios de su especie. Desde esta perspectiva, los estadios tempranos del desarrollo deberían mostrar el mayor número de homologías.